# Schiedea obovata
Schiedea obovata är en nejlikväxtart som först beskrevs av Earl Edward Sherff och som fick sitt nu gällande namn av Warren Lambert Wagner och Stephen G. Weller.
Schiedea obovata ingår i släktet Schiedea och familjen nejlikväxter. Inga underarter finns listade i Catalogue of Life.

## Bildgalleri

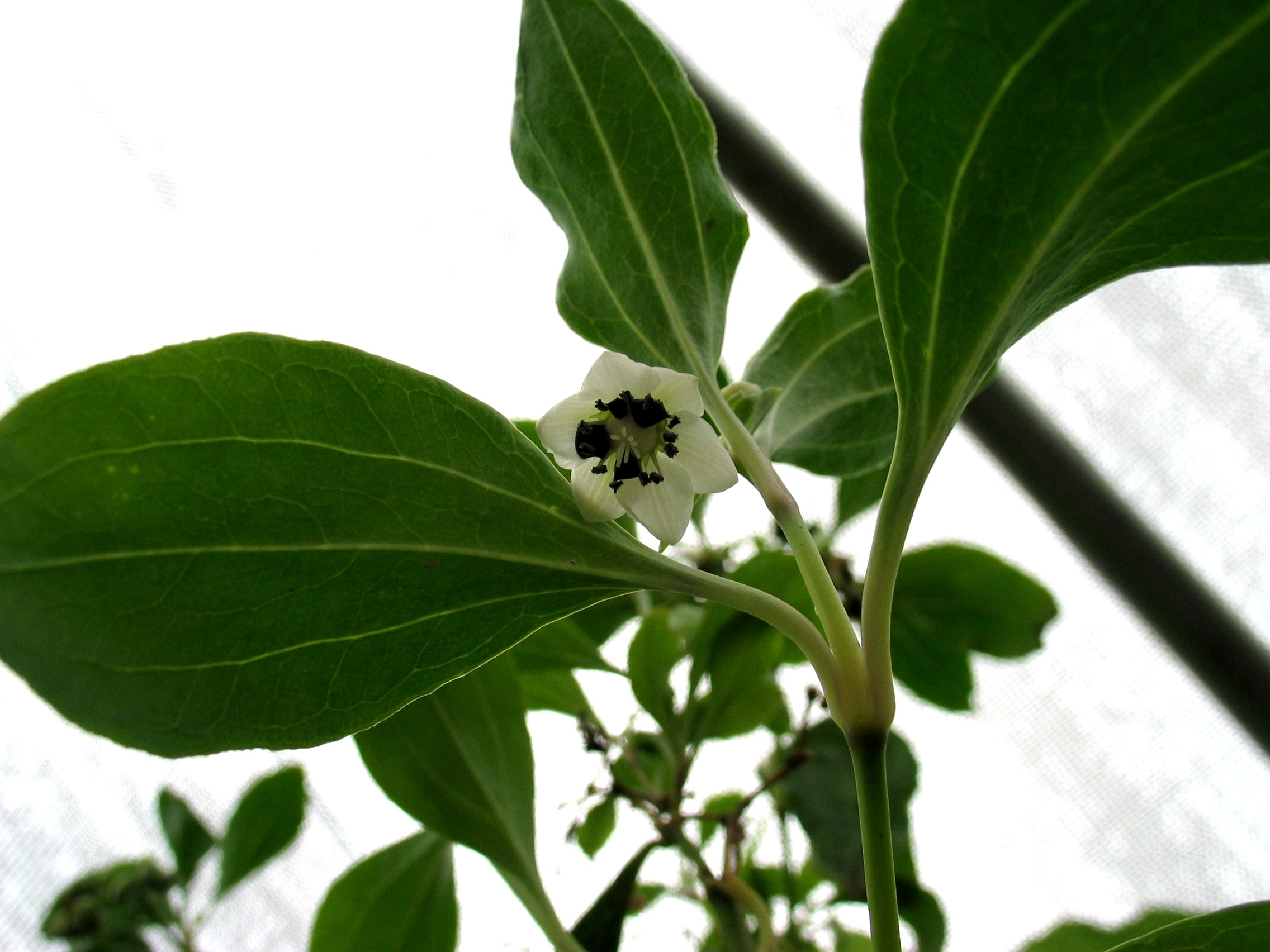
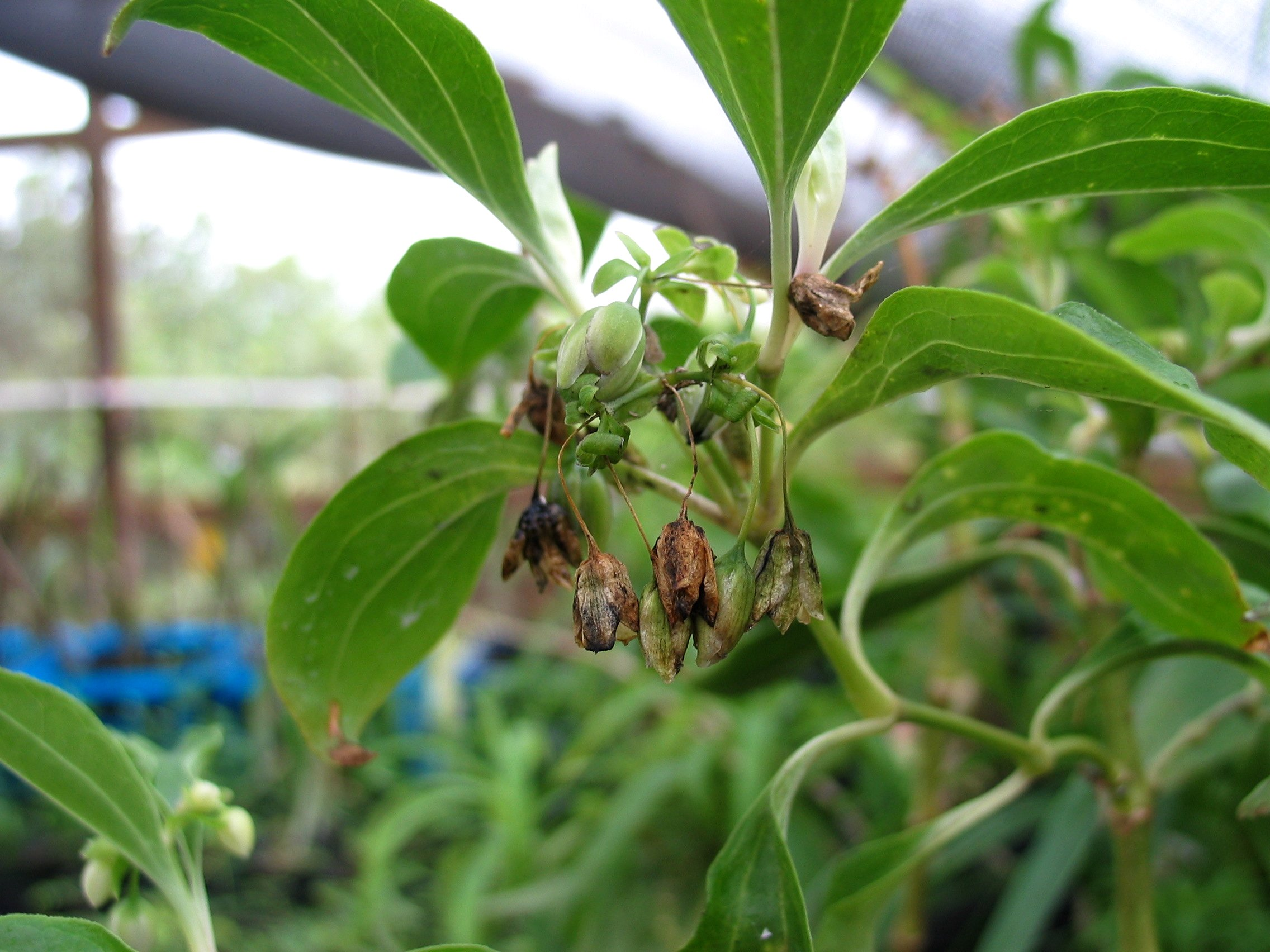
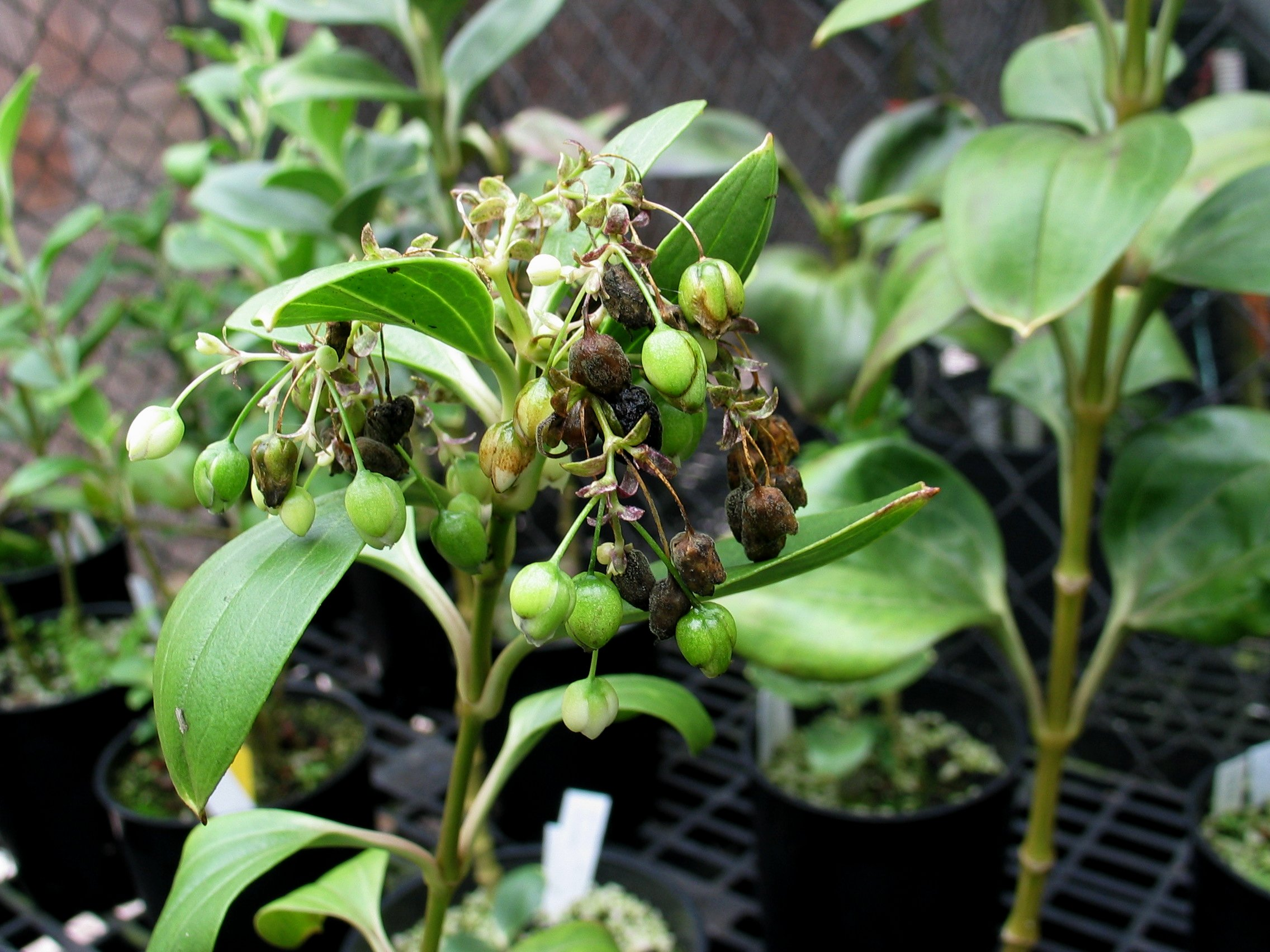
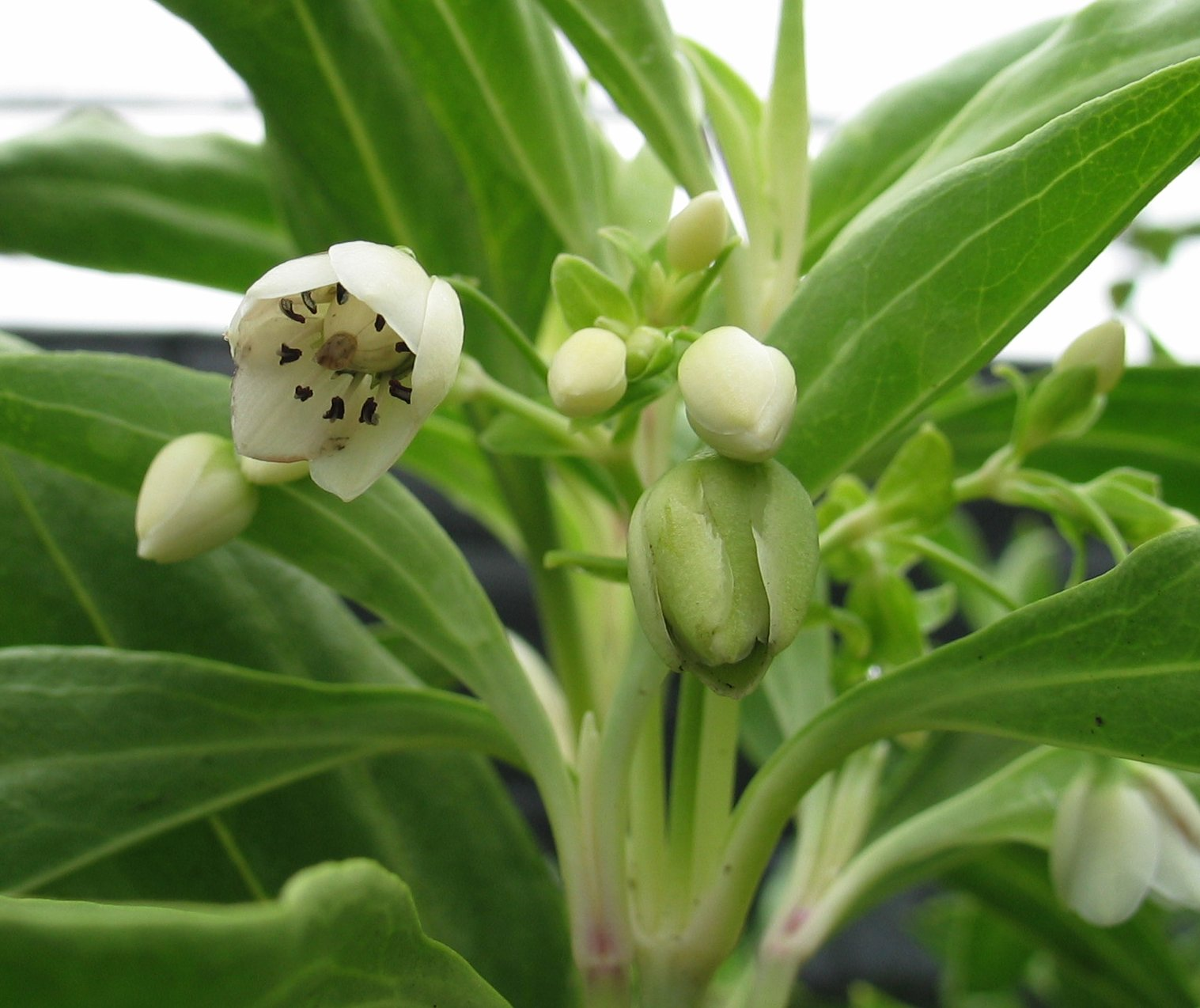
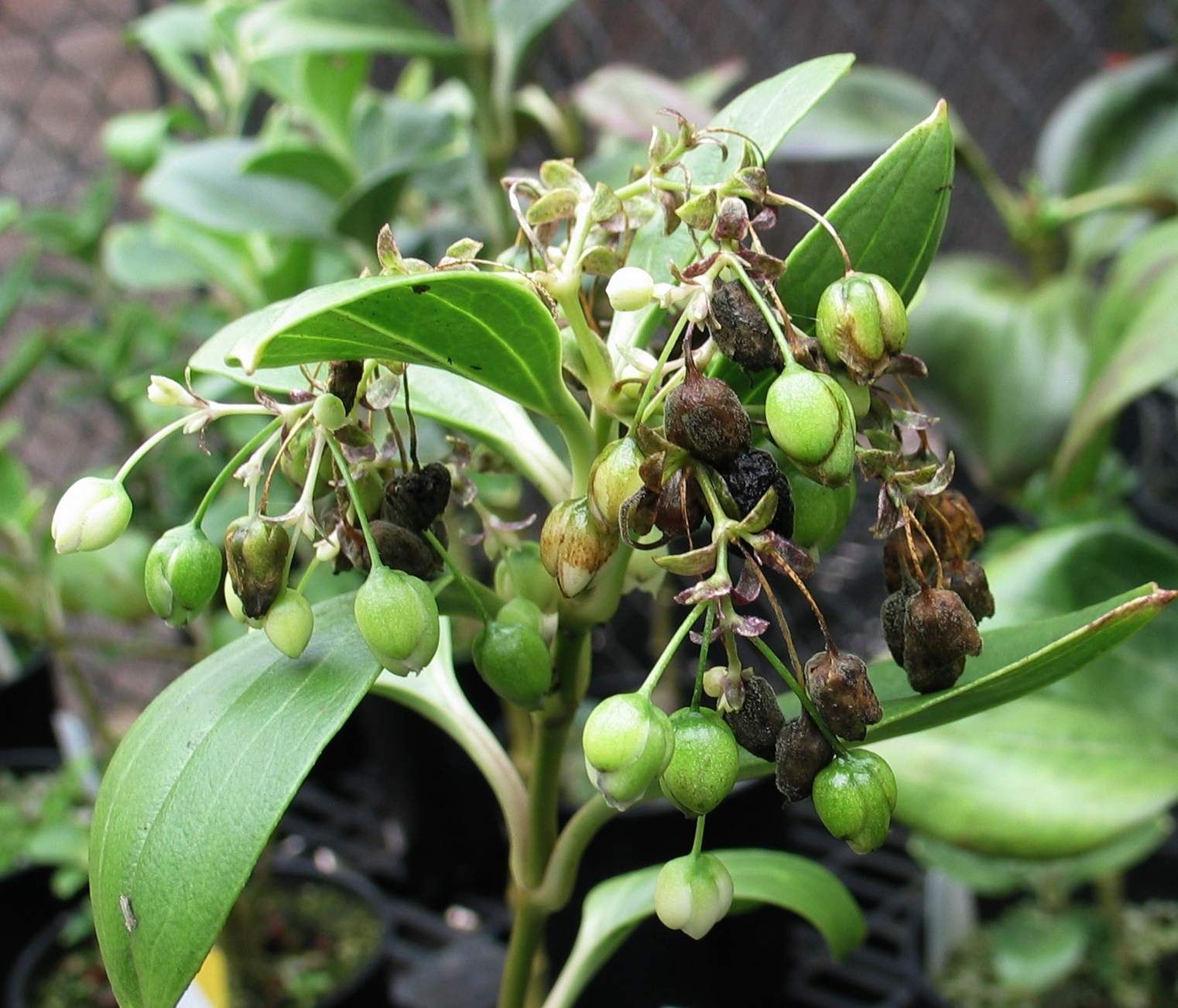
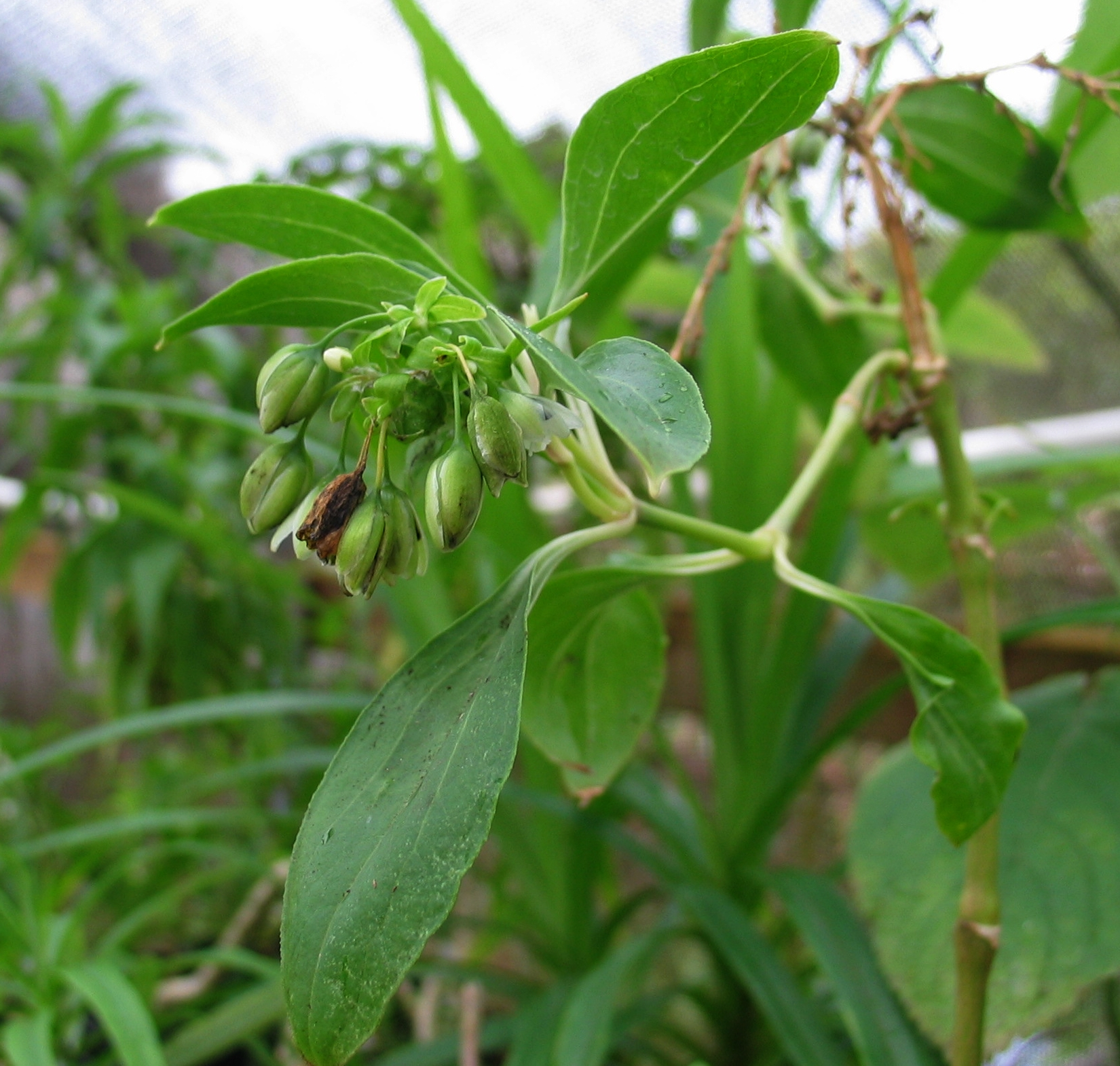